# Tomasz Wiech
Tomasz Wiech (ur. 1979) – polski artysta fotograf, fotoreporter. Laureat 3 nagrody w konkursie World Press Photo. Dokumentalista przemian w Europie Środkowo-Wschodniej.

## Życiorys
Tomasz Wiech jest absolwentem Uniwersytetu Jagiellońskiego (Wydział Nauk Politycznych i Stosunków Międzynarodowych) oraz Instytutu Twórczej Fotografii na Uniwersytecie Śląskim w Opawie. Mieszka, pracuje, tworzy w Krakowie. Miejsce szczególne w jego twórczości zajmuje fotografia portretowa, fotografia społeczna – nawiązująca do przemian w Europie Środkowo-Wschodniej (m.in. w Polsce, Rumunii, na Słowacji i Ukrainie). Jest autorem projektów fotograficznych – m.in. W Polsce (2005–2010), Skawce (2009), Park (2007–2009), Coś osobistego (2007–2009) i Nowa Huta (2008). W latach 2004–2010 był etatowym fotoreporterem Gazety Wyborczej (wydanie krakowskie). Jego fotografie prezentowano m.in. w Belgii, Czechach, Francji, Polsce, Portugalii, na Litwie. 
Tomasz Wiech jest autorem i współautorem wielu wystaw fotograficznych; autorskich oraz zbiorowych. Jego fotografie wielokrotnie prezentowane na wystawach pokonkursowych otrzymały wiele akceptacji, nagród, wyróżnień – m.in. nagroda Gazety Wyborczej w konkursie fotograficznym Portret Krakowa 2004 (2005), nagroda Gazety Wyborczej w konkursie fotograficznym Portret Krakowa 2005 (2006), I Nagroda w konkursie Grand Press Photo 2006 (kategoria Ludzie), dwie II nagrody w konkursie Newsreportaż 2006 (w kategoriach Ludzie i Sport) oraz III nagroda w kategorii Społeczeństwo, Grand Prix w konkursie fotograficznym Portret Krakowa 2006 (2007), III Nagroda w konkursie fotograficznym BZ WBK w kategorii Portret (2007), Grand Prix w konkursie fotograficznym Portret Krakowa 2007 (2008), I Nagroda w konkursie Newsreportaż 2009 (w kategorii Życie Codzienne). 
W 2009 roku został laureatem 3 nagrody w kategorii Życie Codzienne, w konkursie fotografii prasowej World Press Photo 2008. W 2010 roku został stypendystą Ministerstwa Kultury i Dziedzictwa Narodowego, w 2011 roku stypendystą Narodowego Centrum Kultury – Młoda Polska.

## Wystawy autorskie (wybór)
- Skawce – Centrum Sztuki Współczesnej Znaki Czasu (Toruń 2010)[9]
- Chorzów Dream – Galeria Pauza (Kraków 2008)
- Droga przez Rumunię – Stowarzyszenie Willa Decjusza (Kraków 2007)
- Podgórzanie – Park Bednarskiego (Kraków 2005)

Źródło

## Publikacje (albumy)
- Polska. W poszukiwaniu diamentów (2012)[3][13][8]

## Wystawy zbiorowe (wybór)
- Perception Meets Reality – Brugia (Belgia 2010)
- Kultura fotograficzna – Galeria Pauza (Kraków 2009)
- Miesiąc Fotografii w Krakowie (2009)
- Red, White and Others Colours – Kaunas Photo Festiwal (Litwa 2009)
- There are Many Reasons for Living – Planty (Kraków 2009)
- 15 lat Gazety Wyborczej – Galeria Loch Camelot (Kraków 2005)

Źródło